# Мандела, Нельсон
Не́льсон Холи́лала Манде́ла (коса и англ. Nelson Rolihlahla Mandela, [xoˈliɬaɬa manˈdeːla]; 18 июля 1918, Мфезо, близ Умтаты, ЮАС — 5 декабря 2013, Хоутон Эстейт, Йоханнесбург, ЮАР) — южноафриканский государственный и политический деятель. Президент Южно-Африканской Республики с 10 мая 1994 по 14 июня 1999 года, один из самых известных активистов в борьбе за права человека в период существования апартеида, за что 27 лет сидел в тюрьме. Лауреат Нобелевской премии мира в 1993 году.
С 2004 года — Дельфийский посол для молодёжи (англ. Delphic Ambassador for Youth) и почётный член Международного Дельфийского совета. В июле 2014 года на родине Нельсона Манделы (в Умтате и Мфезо), а также в Ист-Лондоне проходил специальный Дельфийский саммит, приуроченный к 20-летию победы демократии в ЮАР и 20-летию Международного Дельфийского совета.
В ЮАР Нельсон Мандела также известен как Мадиба (одно из клановых имён народа коса).

## Ранние годы жизни и молодость
Нельсон Мандела родился 18 июля 1918 года в Мфезо, небольшой деревне недалеко от Умтаты. Его семья принадлежит младшей ветви рода династии тембу (субэтнической общности коса), правящей в регионе Транскей Восточно-Капской провинции ЮАР. Его прадед по отцовской линии (умерший в 1832 году) был правителем тембу. Один из его сыновей по имени Мандела стал впоследствии дедушкой Нельсона (от него же пошла фамилия). При этом, несмотря на прямую связь с представителями правящей династии, принадлежность к младшей ветви рода не давала права потомкам Манделы наследовать престол.

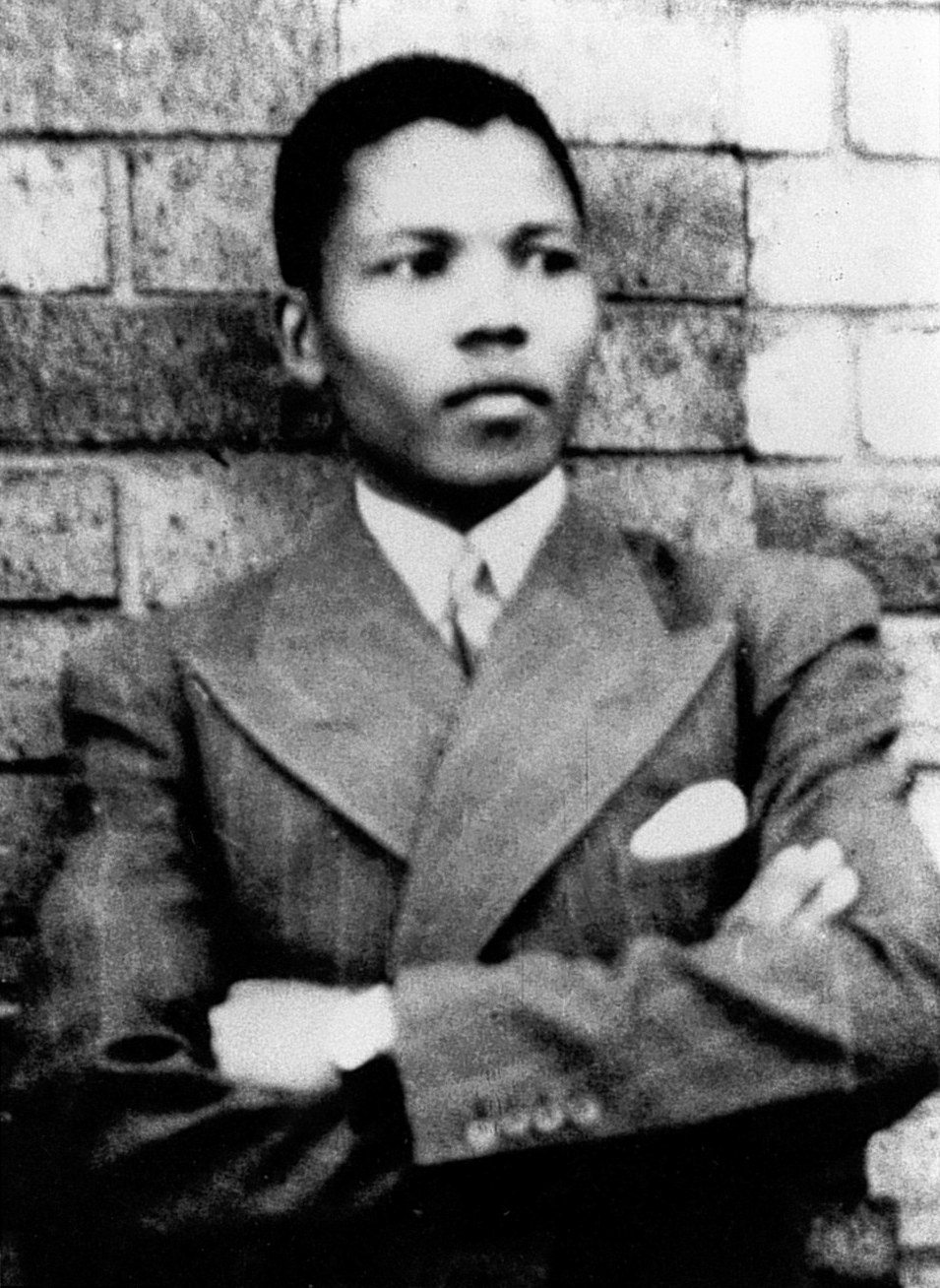
Нельсон Мандела в 1937 году

Отец Нельсона, Гадла Генри Мандела, был главой деревни Мфезо; тем не менее после охлаждения отношений с колониальными властями он был смещён со своей должности и переселён вместе со своей семьёй в Цгуну, сохранив, однако, место в Тайном совете тембу.
У отца Манделы было четыре жены, которые родили ему тринадцать детей (четырёх сыновей и девять дочерей). Мандела родился от его третьей жены по имени Нонгапи Носекени и был назван Холилалой (в переводе с языка коса Rolihlahla — «срывающий ветки дерева», или, в разговорной речи, «проказник»). Холилала Мандела стал первым в семье, кто пошёл в школу, где учительница дала ему английское имя — «Нельсон». По воспоминаниям Манделы, «В первый день в школе мой учитель Мисс Мдингане дала каждому из учеников по английскому имени. В то время это было традицией среди африканцев и, вне сомнений, было вызвано британским уклоном в нашем образовании. В тот день Мисс Мдингане сказала мне, что моё новое имя — Нельсон. Почему именно оно, я понятия не имею».
Когда Манделе было девять лет, его отец умер от туберкулёза, а его официальным опекуном стал регент Джонгинтаба. В юности Мандела посещал методистскую начальную школу, расположенную недалеко от дворца регента. В возрасте шестнадцати лет, согласно традиции тембу, он прошёл церемонию инициации. Впоследствии обучался в институте-интернате Кларкбери, в котором за два года вместо положенных трёх получил сертификат о младшем среднем образовании (англ. Junior Certificate). Как наследник отцовского места в Тайном совете в 1937 году Мандела переехал в Форт-Бофорт, где поступил в один из методистских колледжей, который закончило большинство представителей правящей династии тембу. В возрасте девятнадцати лет он заинтересовался боксом и бегом.
После зачисления в 1939 году в Университет Форт-Хэр (единственный на то время университет страны, в котором имели право обучаться темнокожие жители и жители индийского и смешанного происхождения) Мандела стал учиться на бакалавра гуманитарных наук. В университете он познакомился с Оливером Тамбо, который стал другом и коллегой всей его жизни. Кроме того, Мандела установил тесные дружеские отношения со своим племянником Кайзером Матанзимой, который был сыном и наследником Джонгинтабы. Однако после прихода к власти Матанзима поддержал политику бантустанов, что привело к серьёзным разногласиям с Манделой. В конце первого года обучения Мандела принял участие в организованном Представительским советом студентов бойкоте против политики руководства университета. Отказавшись занять место в Студенческом представительном совете, несмотря на ультиматум со стороны руководства, а также выразив своё несогласие с ходом выборов, он принял решение покинуть Форт-Хэр.
Вскоре после ухода из университета Мандела был извещён своим регентом о предстоящей свадьбе. Недовольный таким поворотом событий, в 1941 году Мандела вместе со своим двоюродным братом принял решение бежать в Йоханнесбург, где устроился на работу сторожем на одной из местных шахт по добыче золота. Проработав там недолгое время, он был уволен своим начальником, узнавшим о его побеге от опекуна. После обустройства в пригороде Йоханнесбурга, Александре, Мандела всё-таки связался со своим опекуном, выразив сожаление по поводу своего поведения. Впоследствии ему удалось получить не только согласие опекуна, но и финансовую помощь для продолжения своего обучения. Позже благодаря помощи своего друга и наставника Уолтера Сисулу, с которым он познакомился в Йоханнесбурге, Мандела устроился клерком-стажёром в одну из юридических фирм. Во время работы в фирме ему удалось получить заочно в 1942 году степень бакалавра гуманитарных наук в Южно-Африканском университете, после чего в 1943 году он начал изучать право в Университете Витватерсранда, где познакомился с такими будущими борцами с апартеидом, как Джо Слово и Гарри Шварц (впоследствии в правительстве Манделы Слово займёт пост министра жилищного хозяйства, а Шварц станет послом ЮАР в США).

## Политическая деятельность

### Ненасильственное сопротивление
В Витватерсранде Мандела проучился до 1949 года, однако так и не получил диплом юриста. В то же время именно в этот период жизни Нельсон оказался под сильным влиянием либеральных, радикальных и африканистских идей. В 1943 году он впервые принял участие в массовой акции — протестах против повышения цен на проезд в автобусах, а также стал посещать собрания юных интеллектуалов, проводившихся по инициативе лидера Африканского национального конгресса (АНК). Участниками собраний также стали Уолтер Сисулу, Оливер Тамбо, Антон Лембеде и Эшли Мда. В апреле 1944 года Мандела стал членом АНК и вместе со своими единомышленниками принял участие в создании Молодёжной лиги, в которой стал членом исполнительного комитета. В манифесте лиги, деятельность которой была основана на принципах африканского национализма и самоопределения, отвергалась любая возможность участия в консультативных советах и в Совете представителей коренных жителей. В целом лига заняла по отношению к официальным властям страны более воинственную позицию, чем руководство АНК, деятельность которого подвергалась с её стороны неоднократной критике за попустительство.
После победы на выборах 1948 года Национальной партии африканеров, которая поддерживала политику апартеида, Мандела стал принимать активное участие в политической жизни страны. В 1948 году он стал национальным секретарём Молодёжной лиги АНК, в 1949 году — членом Национального совета АНК, в 1950 году — национальным президентом Молодёжной лиги АНК. В 1952 году Мандела стал одним из организаторов Кампании неповиновения, проводившейся по инициативе АНК. В это же время разработал так называемый «план М», который представлял руководство по деятельности АНК в подполье в случае запрещения властями. В 1955 году участвовал в организации Конгресса народа, на котором была принята Хартия свободы, в которой были изложены основные принципы построения свободного и демократического общества в Южной Африке. Хартия свободы стала главным программным документом АНК и других политических организаций Южной Африки, боровшихся против режима апартеида. В 1952 году Мандела и его товарищ Оливер Тамбо создали первую юридическую фирму под руководством чернокожих — «Mandela and Tambo» — которая оказывала бесплатную или дешёвую юридическую помощь африканцам.
Значительное влияние на взгляды и методы политической борьбы Манделы оказал Махатма Ганди (в январе 2007 года Мандела принял участие в международной конференции в Нью-Дели, где праздновалось столетие со дня привнесения идей Ганди о ненасилии в Южную Африку).
5 декабря 1956 года Мандела и ещё 150 человек были арестованы властями с предъявлением обвинений в государственной измене. Главным пунктом обвинения стала приверженность коммунизму и подготовка насильственного свержения власти. Результатом судебного процесса, продлившегося с 1956 по 1961 год, стало оправдание всех обвиняемых. В период с 1952 по 1959 год новая группа темнокожих активистов, получивших название «африканисты», порвала с Африканским национальным конгрессом, требуя принятия более решительных мер против режима Национальной партии и выступая против сотрудничества с компартией и политическими организациями других расовых групп южноафриканского населения. Руководство АНК в лице Альберта Лутули, Оливера Тамбо и Уолтера Сисулу были свидетелями не только роста популярности африканистов, но и видели в их лице угрозу их лидерству. Впоследствии АНК укрепил свои позиции посредством сотрудничества с небольшими политическими партиями, представлявшими интересы белого, смешанного и индийского населения, пытаясь таким образом заручиться поддержкой более широкого круга населения нежели африканисты. Африканисты, в свою очередь, подвергли критике Клиптаунскую конференцию 1955 года, на которой была принята Хартия свободы, за те уступки, на которые пошёл АНК с численным составом в 100 тысяч человек для получения одного голоса в Союзе конгрессов. Четыре генеральных секретаря из пяти входивших в него организаций тайно являлись членами восстановленной Южно-Африканской коммунистической партии. В 2002 году вышла биография У. Сисулу, в которой, со слов самого Сисулу, было указано, что он являлся членом компартии с 1955 года, а с 1958 года — членом её Центрального комитета. В 2003 году генеральный секретарь ЮАКП подтвердил, что генеральный секретарь АНК Уолтер Сисулу тайно вступил в ЮАКП в 1955 году. Таким образом, все пять генеральных секретарей были членами коммунистической партии.
Существует достаточно много свидетельств, указывающих на то, что в конце 1950-х — начале 1960-х годов Мандела также был членом Южноафриканской компартии. Об этом с определённостью говорит ряд видных деятелей ЮАКП: Джо Мэтьюз, вдова Думы Нокве, Брайан Бантинг и некоторые другие. И. И. Филатова в биографической статье, посвящённой Манделе, указывает, что факты свидетельствуют в поддержку того мнения, что Мандела был коммунистом и, более того, являлся членом ЦК ЮАКП. Если это предположение верно, то всё первоначальное руководство «Умконто ве сизве» состояло из коммунистов.
В 1959 году африканисты благодаря финансовой поддержке Ганы и политической помощи со стороны Лесото сформировали Панафриканистский конгресс под руководством Роберта Собукве и Потлако Лебалло.

### Вооружённая борьба против режима апартеида

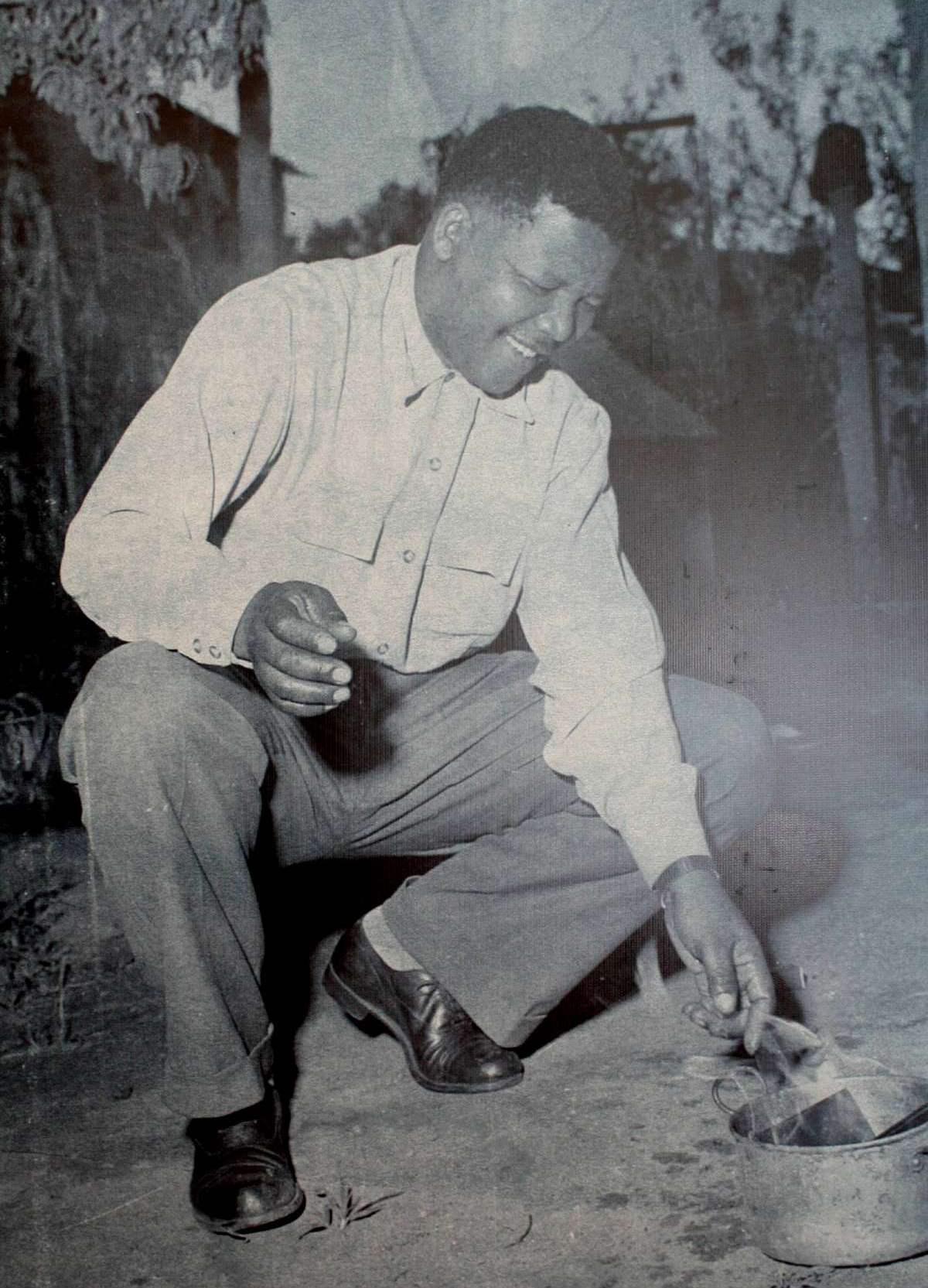
Нельсон Мандела в 1960 году

В 1961 году Мандела возглавил вооружённое крыло АНК, одним из организаторов которого он и был, — «Умконто ве сизве» (в переводе с языка зулу — «копьё нации»). В результате им была начата политика взрывов правительственных и военных объектов, допускавшая партизанскую войну в случае её неудачи в борьбе с режимом апартеида. Кроме того, Манделе удалось привлечь деньги за рубежом и организовать военную подготовку для членов крыла.
Член АНК Вулфи Кадеш объяснил цели кампании таким образом: «… с 16 декабря 1961 года мы должны были начать взрывать символичные места апартеида, такие как паспортные столы, местные мировые суды…, отделения почты и… правительственные учреждения. Но это нужно было делать таким образом, чтобы никто не пострадал, никто не был убит». В будущем Мандела отзывался о Вулфи следующим образом: «Его познания в вопросе ведения войны и его непосредственный боевой опыт были крайне полезными для меня».
По мнению Манделы, вооружённая борьба стала последним средством. Годы растущих репрессий и насилия со стороны государства убедили его в том, что ненасильственная борьба с режимом апартеида не принесла и не могла принести ожидаемого результата.
Позднее, уже в 1980-х годах, «Умконто ве сизве» развернула против апартеидного правительства масштабную партизанскую войну, в ходе которой пострадало много гражданских лиц. По признанию Манделы, АНК в своей борьбе против режима апартеида также грубо нарушал права человека. За это он резко критиковал тех в своей партии, кто пытался убрать утверждения о нарушениях со стороны АНК в докладах, которые подготавливались Комиссией истины и примирения.
Вплоть до июля 2008 года Манделе и членам АНК был запрещён въезд в США (за исключением права на посещение штаб-квартиры ООН в Нью-Йорке) без специального разрешения государственного секретаря США ввиду причисления партии бывшим апартеидным правительством ЮАР к террористическим организациям.

### Арест и судебный процесс
5 августа 1962 года Мандела, находившийся в бегах в течение семнадцати месяцев, был арестован на дороге близ города Хаувик в провинции Наталь при необычных обстоятельствах. Мандела был за рулём машины, в которой сидел бизнесмен Сесил Уильямс. Уильямс сделал для Манделы документы на имя Дэвида Мотсамайи, и официально взял его на работу в качестве водителя. В полиции ЮАР не догадывались, что в этой машине по всей Южной Африке может передвигаться командир «Умконто ве сизве». Мандела был заключён в тюрьму Йоханнесбурга, а Уильямс сумел бежать в Англию и умер в 1978 году. В значительной степени успех операции стал возможен благодаря помощи ЦРУ США, которое передало полиции ЮАР информацию о его предположительном местопребывании. Тремя днями позже на суде Манделе были предъявлены обвинения в организации забастовки рабочих в 1961 году и незаконном пересечении государственной границы. 25 октября 1962 года он был приговорён к пяти годам тюремного заключения.
11 июля 1963 года полицией ЮАР был организован рейд на ферме Лилислиф в пригороде Йоханнесбурга — Ривонии. Как утверждает Дэнис Голдберг, один из соратников Нельсона Манделы, сотрудники «MI-6» под видом орнитологов, вооружившись биноклями, вели за ним наблюдение. По словам Голдберга, в 1963 году около фермы был замечен подозрительный автофургон: «Мы считаем, что в городке автофургонов был агент британской разведки. Все думали, что он орнитолог, потому что он каждый день залезал на телеграфный столб с биноклем, но я думаю, что мы были теми птицами, за которыми он наблюдал». Результатом стал арест нескольких видных лидеров АНК, в том числе и Голдберга, самого Манделы на ферме не было (потому что к этому времени он уже сидел в тюрьме), но полиция изъяла его записи и дневники. Задержанным были предъявлены четыре обвинения в организации диверсий, за что предусматривалась смертная казнь, а также обвинения в совершении преступлений, эквивалентных государственной измене. Кроме того, им вменялась разработка плана по вводу в Южную Африку иностранных войск (этот пункт обвинений Мандела категорически отверг). Среди обвинений, с которыми согласился Мандела, числилось сотрудничество с АНК и ЮАКП в вопросе использования взрывчатки с целью уничтожения объектов водо-, электро- и газоснабжения в ЮАР.
Во время своего выступления на судебном процессе 20 апреля 1964 года в Верховном суде в Претории Мандела изложил основные причины использования АНК насилия в качестве тактического оружия. В своей защитной речи он описал, как АНК использовал мирные способы борьбы с режимом апартеида до расстрела в Шарпевиле. Проведение референдума, по результатам которого была создана ЮАР, и введение в стране чрезвычайного положения наряду с запретом деятельности АНК убедили Манделу и его сторонников в том, что единственным верным способом борьбы за свои права являются диверсионные акты. Иная деятельность была равнозначна безоговорочной капитуляции. Кроме того, Мандела заявил о том, что разработанный манифест вооружённого крыла «Umkhonto we Sizwe» преследовал целью провал политики Национальной партии. Помочь достижению этой цели должно было падение интереса иностранных компаний, которые отказались бы инвестировать средства в экономику страны. В заключение своего выступления Мандела заявил: «На протяжении своей жизни я полностью посвятил себя борьбе за африканское население. Я боролся как против господства „белых“, так и против господства „темнокожих“. Я чтил идеал демократического и свободного общества, в котором все граждане живут в гармонии и имеют равные возможности. Это тот идеал, ради которого я готов жить и к которому я стремлюсь. Но если это будет необходимым, то ради этого идеала я готов умереть».
Все обвиняемые, за исключением Расти Бернштейна, были признаны виновными, однако 12 июня 1964 года мера их наказания была изменена на пожизненное лишение свободы.

### Период заключения

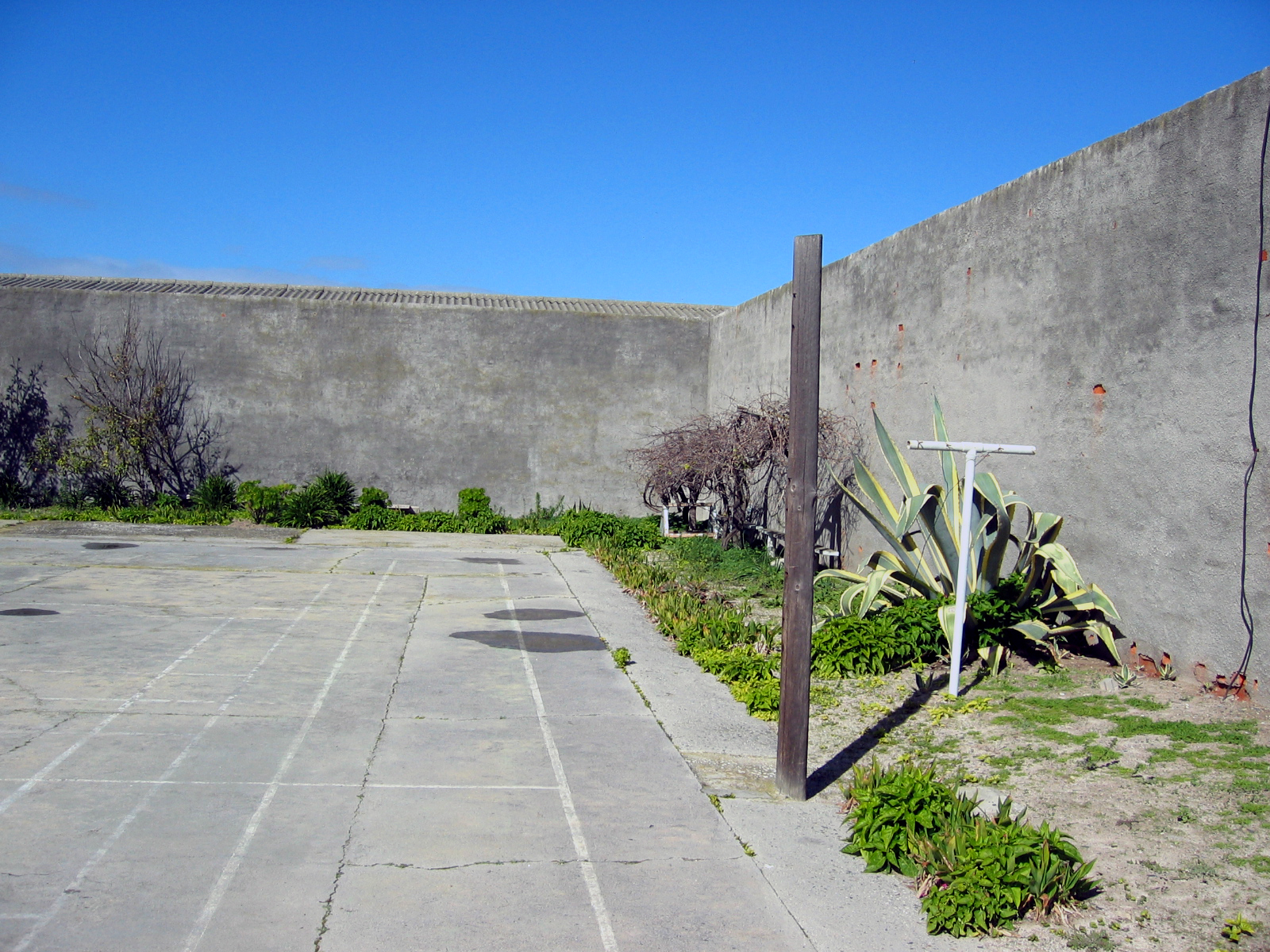
Внутренний двор тюрьмы на острове Роббен

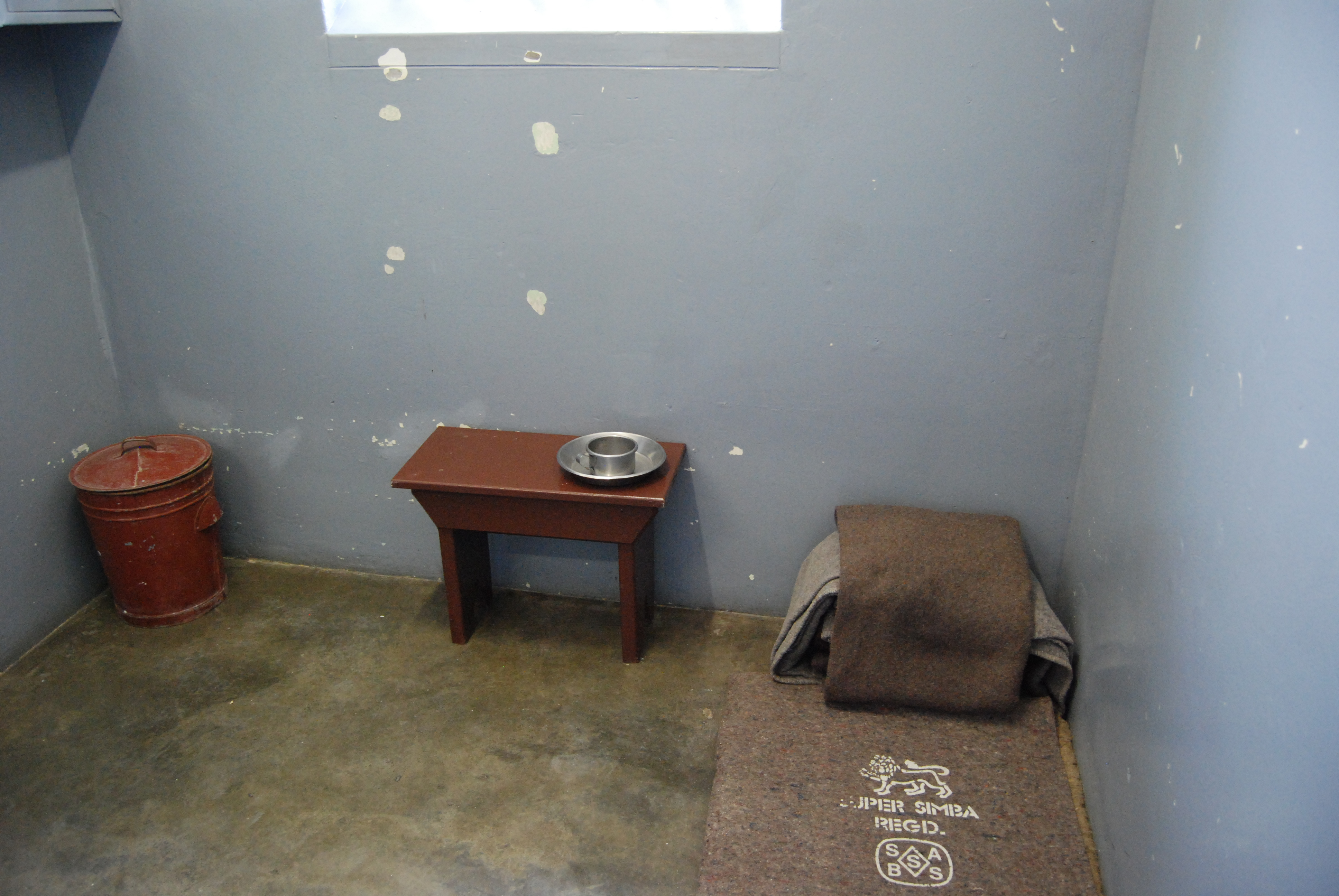
Камера Манделы в тюрьме на острове Роббен

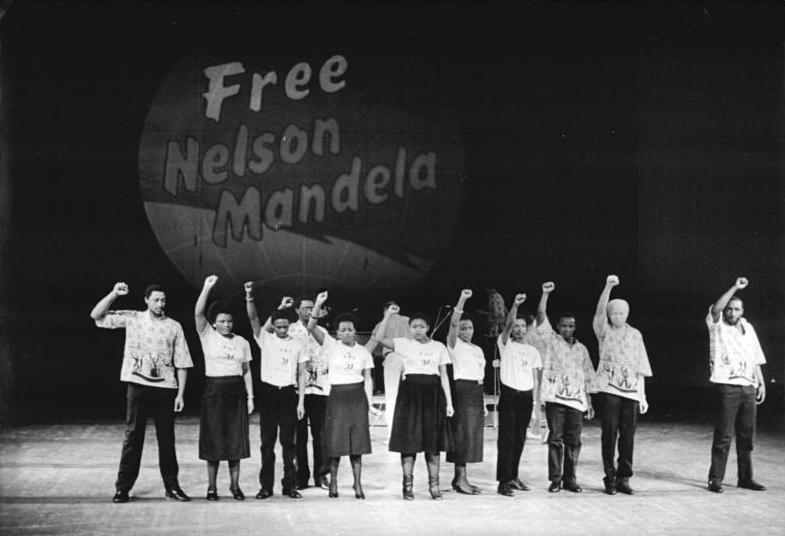
«Освободите Нельсона Манделу!» Берлин, ГДР. 1986 год

Мандела отбывал свой срок на острове Роббен близ мыса Доброй Надежды, c 1964 по 1982 год, где он пробыл следующие восемнадцать из двадцати семи лет заключения под номером 46664. Находясь в заточении в одиночной камере тюрьмы, Мандела приобрёл мировую известность. На острове он и другие заключённые занимались принудительным трудом на известняковом карьере. Все отбывавшие срок были разделены по цвету кожи, при этом чернокожие получали наименьшие порции еды. Политические заключённые (по приговорам — террористы и убийцы) держались отдельно от обычных преступников и пользовались меньшим числом привилегий. По воспоминаниям Манделы, как заключённый D-группы он имел право на один визит и одно письмо в течение шести месяцев. Приходившие письма часто задерживались или же становились нечитаемыми из-за действий тюремных цензоров.
Находясь в заключении, Мандела обучался в Лондонском университете по программе заочного обучения и впоследствии получил степень бакалавра юридических наук. В 1981 году он был выдвинут на должность почётного ректора университета, однако проиграл принцессе Анне.
В марте 1982 года Мандела вместе с другими лидерами АНК (Уолтером Сисулу, Эндрю Млангени и др.) был переведён в тюрьму Полсмур. Предположительно, основной причиной этих действий стало желание властей оградить новое поколение чернокожих активистов, отбывавших наказание на острове Роббен, от влияния этих лидеров. Тем не менее, по словам председателя Национальной партии Коби Котси, целью этого шага было налаживание контактов между осуждёнными и южноафриканским правительством.
В феврале 1985 года Государственный президент ЮАР Питер Бота предложил Манделе его освобождение в обмен на «безоговорочный отказ от насилия в качестве политического оружия». Тем не менее, Котси и другие министры порекомендовали Боте отказаться от своего предложения, так как, по их мнению, Мандела никогда не откажется от вооружённой борьбы в обмен на личную свободу. Действительно, Мандела отклонил инициативу президента, заявив через свою дочь: «Какую ещё свободу мне предлагают, когда народная организация остаётся запрещённой? Только свободные люди могут вступить в переговоры. Узник не может заключать договоры».
В ноябре 1985 года состоялась первая встреча между Манделой и правительством Национальной партии, когда Котси посетил политического деятеля в больнице Кейптауна после оперирования простаты. В последующие четыре года состоялась серия встреч, в ходе которых была создана основа для будущих контактов и переговорного процесса. Они, однако, не привели к ощутимым результатам.
В 1988 году Мандела был переведён в тюрьму Виктор-Верстер, где оставался вплоть до своего освобождения. В это время были сняты многие ограничения, в результате друзья Манделы, в том числе Гарри Шварц, который защищал интересы Манделы и его сторонников в ходе ривонийского судебного процесса, получили право встречи с ним.
Во время заточения Манделы местные и международные СМИ оказывали существенное давление на южноафриканские власти, используя в своих публикациях лозунг «Free Nelson Mandela!» (в переводе с английского языка — «Освободите Нельсона Манделу!»). 11 июня 1988 года на стадионе Уэмбли в Лондоне состоялся грандиозный музыкальный фестиваль в честь приближающегося 70-летия Нельсона Манделы, в котором приняли участие звёзды поп- и рок-музыки со всего мира. Хотя организаторы стрались избежать прямых политических лозунгов, но грандиозный рок-концерт, который в прямом эфире смотрели 600 миллионов зрителей по всему миру, продемонстрировал крепнущее общественное мнение, направленное против политики апартеида. В 1989 году Бота на посту Президента ЮАР после сердечного приступа сменил Фредерик Виллем де Клерк.

### Освобождение и переговорный процесс

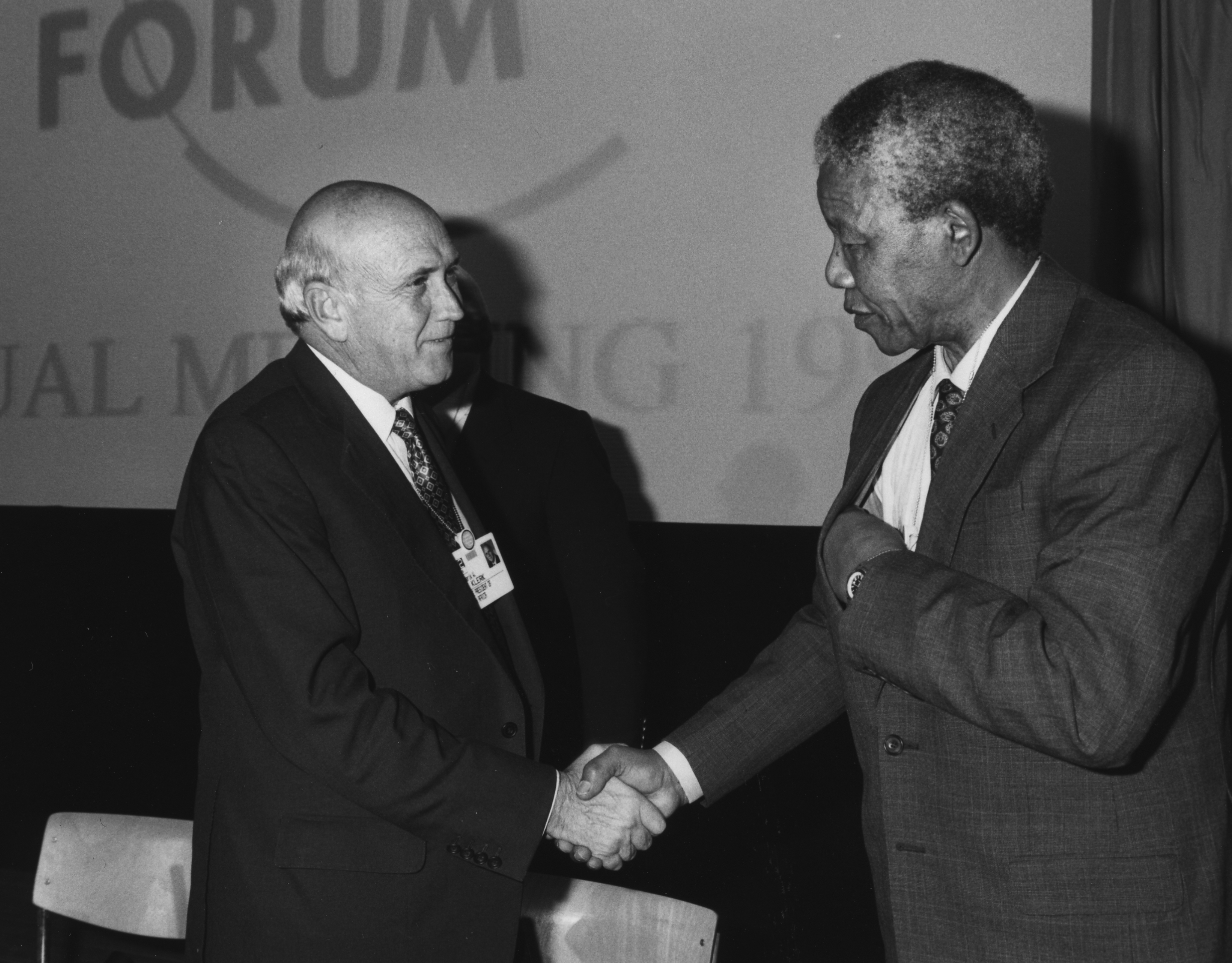
Мандела и Фре́дерик де Клерк, 1992 год

После подписания последним белым президентом ЮАР Фредериком де Клерком указа о легализации АНК и других движений против режима апартеида Мандела вышел на свободу. Произошло это событие, транслировавшееся в прямом эфире по всему миру, 11 февраля 1990 года.

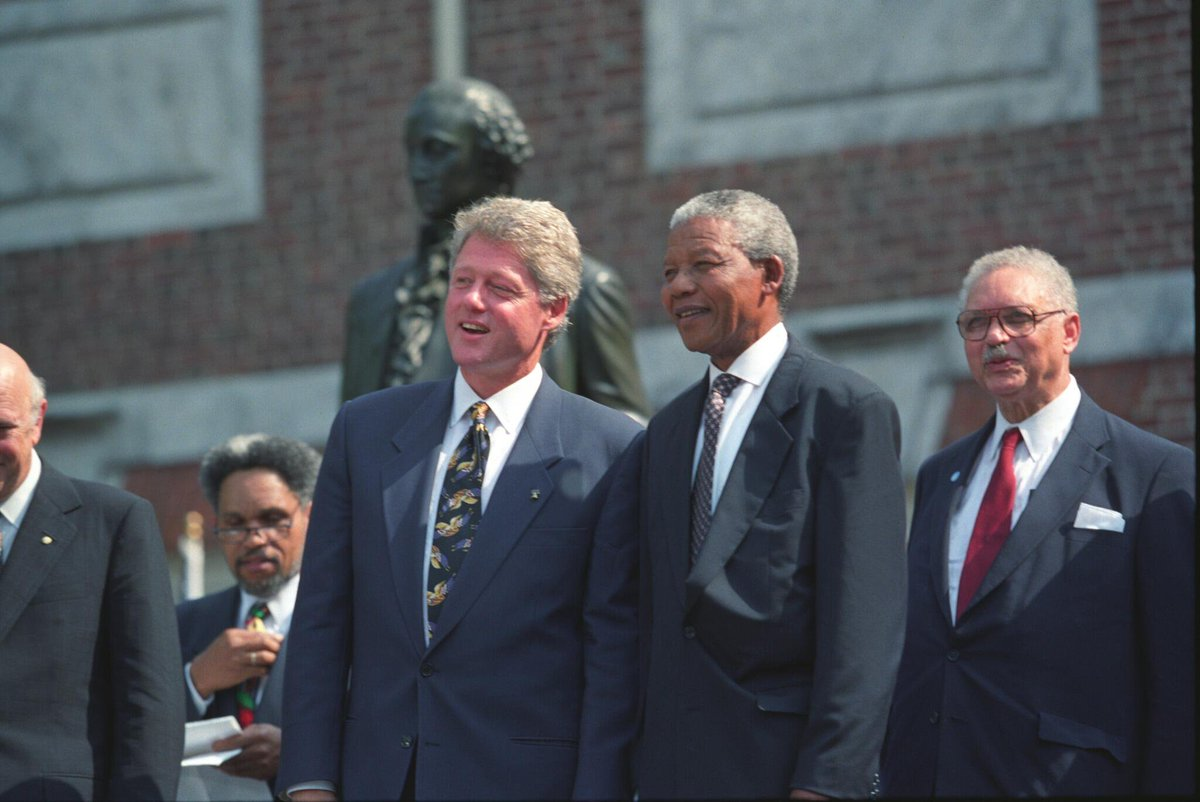
Мандела и Президент США Билл Клинтон в 1993 году

В день своего освобождения Мандела выступил с речью перед нацией с балкона ратуши Кейптауна. В своей речи Мандела заявил о заинтересованности в мирном урегулировании разногласий с белым населением страны, однако дал понять, что вооружённая борьба АНК не подошла к концу, когда заявил: «Наше обращение к вооружённой борьбе в 1960 году, когда было создано вооружённое крыло АНК, „Умконто ве сизве“, было чисто защитным шагом против насилия со стороны режима апартеида. Факторы, которые сделали необходимой вооружённую борьбу, до сих пор существуют. У нас нет выбора, кроме как продолжить начатое. Мы надеемся, что вскоре будет создан климат, благоприятный для урегулирования проблем в рамках переговоров, чтобы более не было нужды в вооружённой борьбе». Кроме того, Мандела заявил, что его главной целью остаётся достижение мира для темнокожего большинства страны и предоставление ему права голоса как на общенациональных, так и на местных выборах.
Вскоре после своего освобождения Мандела вернулся на должность лидера АНК, и в период с 1990 по 1994 год партия принимала участие в переговорном процессе по отмене режима апартеида, результатом которого стало проведение первых общенациональных выборов на общерасовой основе.
В 1991 году АНК провёл первую национальную конференцию после снятия запрета на его деятельность в Южной Африке. На ней Мандела был избран президентом организации. В свою очередь, Оливер Тамбо, который руководил АНК в изгнании во время заключения Манделы, стал национальным председателем.
В 1993 году Мандела и де Клерк вместе были удостоены Нобелевской премии мира. Несмотря на это, отношения между политиками зачастую носили напряжённый характер, особенно после резкого обмена заявлениями в 1991 году, когда Мандела назвал де Клерка главой «незаконного, дискредитированного режима меньшинства». В июне 1992 года, после резни в Бойпатонге, переговоры по инициативе АНК были прерваны, а Мандела обвинил в убийствах южноафриканское правительство. Однако после очередной резни, но уже в Бишо, состоявшейся в сентябре 1992 года, переговорный процесс был возобновлён.
Вскоре после убийства лидера АНК Криса Хани в апреле 1993 года в обществе появились опасения по поводу новой волны насилия в стране. После этого события Мандела обратился к нации с призывом сохранять спокойствие. Несмотря на то, что после убийства последовало несколько мятежей, переговоры продолжились, и по их результатам было достигнуто соглашение, согласно которому на 27 апреля 1994 года в стране были назначены демократические выборы.

## Президентство

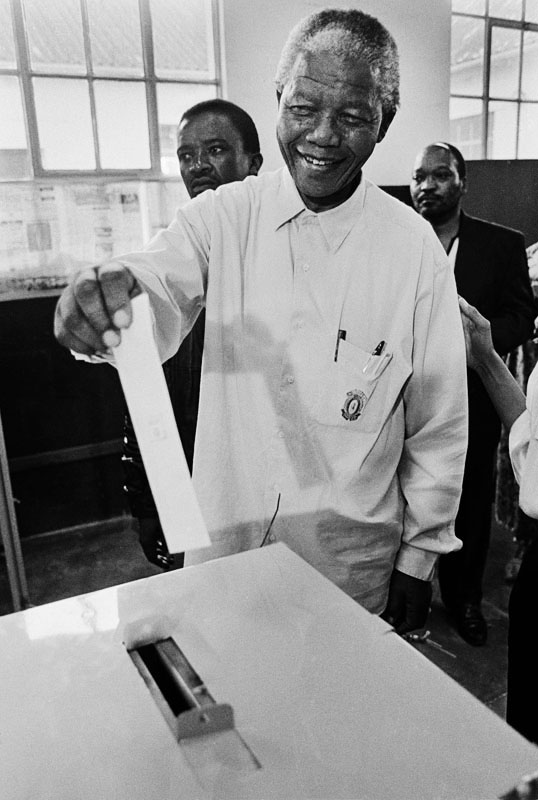
Мандела голосует на выборах 1994 года

На состоявшихся в апреле 1994 года парламентских выборах 62 % голосов получил АНК. 10 мая 1994 года Мандела, возглавлявший АНК, официально вступил в должность Президента ЮАР, став первым темнокожим жителем страны на этом посту. Лидер Национальной партии Фредерик Виллем де Клерк был назначен первым заместителем Президента, а Табо Мбеки — вторым заместителем в правительстве национального единства. Являясь Президентом ЮАР с мая 1994 года по июнь 1999 года, Мандела добился международного признания за свой вклад в достижение национального и международного примирения.
За годы своего пребывания в должности Мандела предпринял ряд важных социально-экономических реформ, преследовавших цель преодоления социального и экономического неравенства в Южной Африке. Среди ключевых мер периода его президентства можно выделить:
- введение в 1994 году бесплатного медицинского обслуживания для всех детей в возрасте до шести лет, а также для беременных и кормящих женщин, пользующихся услугами государственных учреждений здравоохранения[107];
- запуск так называемой «Программы реконструкции и развития», преследовавшей целью финансирование социально-бытового обслуживания (такие отрасли, как ЖКХ и здравоохранение);
- увеличение расходов на государственные пособия на 13 % к 1996—1997 годам, на 13 % к 1997—1998 годам, на 7 % к 1998/1999 годам[108];
- введение равенства при выплате пособий (в том числе, пособий по инвалидности, родительский капитал и пенсии) вне зависимости от расовой принадлежности;
- введение денежного пособия на содержание детей темнокожих жителей в сельских местностях[108];
- значительное увеличение расходов на сферу образования (на 25 % в 1996—1997 годах, 7 % в 1997—1998 годах и 4 % в 1998—1999 годах)[108];
- принятие в 1994 году Закона о возвращении земли, согласно которому лица, лишённые собственности в результате принятия в 1913 году Закона о землях коренных жителей, имели права потребовать возвращения земли[109];
- принятие в 1996 году Закона о земельной реформе, который защищал права арендаторов земли, проживавших и занимавшихся сельским хозяйством на фермах. По этому закону, арендаторы не могли быть лишены земельной собственности без решения суда и по достижении ими 65 лет[110];
- введение в 1998 году грантов на поддержку детей, направленных на борьбу с детской бедностью[111];
- принятие в 1998 году Закона о повышении квалификации, который закреплял механизм финансирования и реализации мер по повышению квалификации на месте работы[112];
- принятие в 1995 году Закона о трудовых отношениях, который регулировал вопросы трудовых отношений на предприятиях, в том числе пути разрешения трудовых споров;
- принятие в 1997 году Закона о базовых условиях трудоустройства, направленного на защиту прав рабочих;
- принятие в 1998 году Закона о равенстве при трудоустройстве, отменявшего дискриминацию по расовому признаку при устройстве на работу;
- подключение более 3 миллионов жителей к телефонным сетям[113];
- реконструкция и строительство 500 клиник[113];
- подключение более 2 миллионов жителей к электрическим сетям[113];
- строительство более 750 тысяч домов, в которых поселились 3 миллиона человек[113];
- обеспечение доступа к воде 3 миллионам жителей[113];
- введение обязательного образования для африканских детей в возрасте 6-14 лет[114];
- предоставление бесплатного питания для 3,5-5 миллионов школьников[115];
- принятие в 1996 году Закона о здоровье и безопасности на шахтах, который улучшал условия труда для шахтёров[116];
- начало реализации в 1996 году Национальной политики в вопросе обеспечения медицинскими препаратами, которая облегчила населению доступ к жизненно важным лекарствам[117].

С 28 по 30 апреля 1999 года Нельсон Мандела был в России с государственным визитом. Манделой и президентом РФ Борисом Ельциным была подписана «Декларация о принципах дружественных отношений и партнерства между Российской Федерацией и Южно-Африканской Республикой» Нельсон Мандела наградил Ельцина орденом Доброй надежды I класса.
Балканская тематика стала одной из основных в ходе встреч. Позиции глав государств сошлись на осуждении агрессии НАТО против Югославии, причём Ельцин настолько увлёкся, что даже назвал Манделу известным и давним борцом за свободу Югославии, но тут же исправил оговорку. Позже Мандела посетил Красную площадь, мавзолей Ленина и Новодевичье кладбище, где похоронены его земляки (член исполкома Коминтерна и два деятеля Компартии: Джон Маркс и Мозес Котане).

## После ухода в отставку
С 3 сентября 1998 по 14 июня 1999 года — генеральный секретарь Движения неприсоединения.
Мандела оставался до конца жизни одним из старейших политиков XX века, живущих на планете. Почётный член более 50 международных университетов.
После того, как в 1999 году Мандела оставил пост президента ЮАР, он стал активно призывать к более полному освещению проблем ВИЧ и СПИД. По оценкам экспертов, в ЮАР сейчас около пяти миллионов носителей ВИЧ и больных СПИДом — больше, чем в любой другой стране. Когда Макгахо, сын Нельсона Манделы, умер от СПИДа, Мандела призвал бороться с распространением этого смертельного заболевания.
Был членом организации «Старейшины», созданной для участия в разрешении конфликтов по всему миру, в том числе в таких областях, как Дарфур и Кения.
В 2001—2002 годах террористическая организация «Сила буров» планировала убийство Манделы, однако план покушения был сорван, а террористы — арестованы и приговорены к длительным срокам заключения.

## Смерть
Нельсон Мандела умер 5 декабря 2013 года в возрасте 95 лет в своём доме в пригороде Йоханнесбурга Хоутон Эстейт в кругу семьи. О смерти Манделы объявил президент ЮАР Джейкоб Зума. Зума заявил: «Он тихо ушёл около 20 часов 50 минут 5 декабря в присутствии родственников. Наша нация потеряла великого сына».
Похороны прошли в родовой деревне Цгуну 15 декабря 2013 года.

### Завещание
2 февраля 2014 года состоялось публичное оглашение завещания Манделы. Состояние составило 46 млн рандов (4,13 млн $). В наследство также входят два дома в Йоханнесбурге и Восточно-Капской провинции, доходы от написанных книг. Душеприказчик, заместитель главного судьи ЮАР Дикганг Мосенеке, суммируя завещание, сказал: «Мы зачитываем завещания семьям, всегда имея в виду те эмоции, которые вызывает порой такое действие. Но всё прошло хорошо. Я не думаю, что будут заявлены какие-либо протесты. Завещание было представлено должным образом, а также принято и зарегистрировано». Условия завещания могли быть оспорены в течение 90 дней с момента его оглашения. 1,5 млн рандов и часть отчислений от будущих доходов отписываются фонду семьи Манделы. Часть доходов будет передана Африканскому национальному конгрессу для трат по усмотрению руководства партии для распространения информации о принципах и политике АНК, с упором на политику примирения. Ближайшие служащие Манделы получат по 50 тысяч рандов (5 тыс. $) каждый. Ещё четыре учебных заведения и несколько стипендионных фондов также получат по 100 тысяч рандов.

### Судьба наследства
В 1997 году дом Манделы в Йоханнесбурге был превращён в музей «Истории борьбы против апартеида». После смерти Манделы дом был переоборудован в отель, но не утратил функций музея.

## Семья

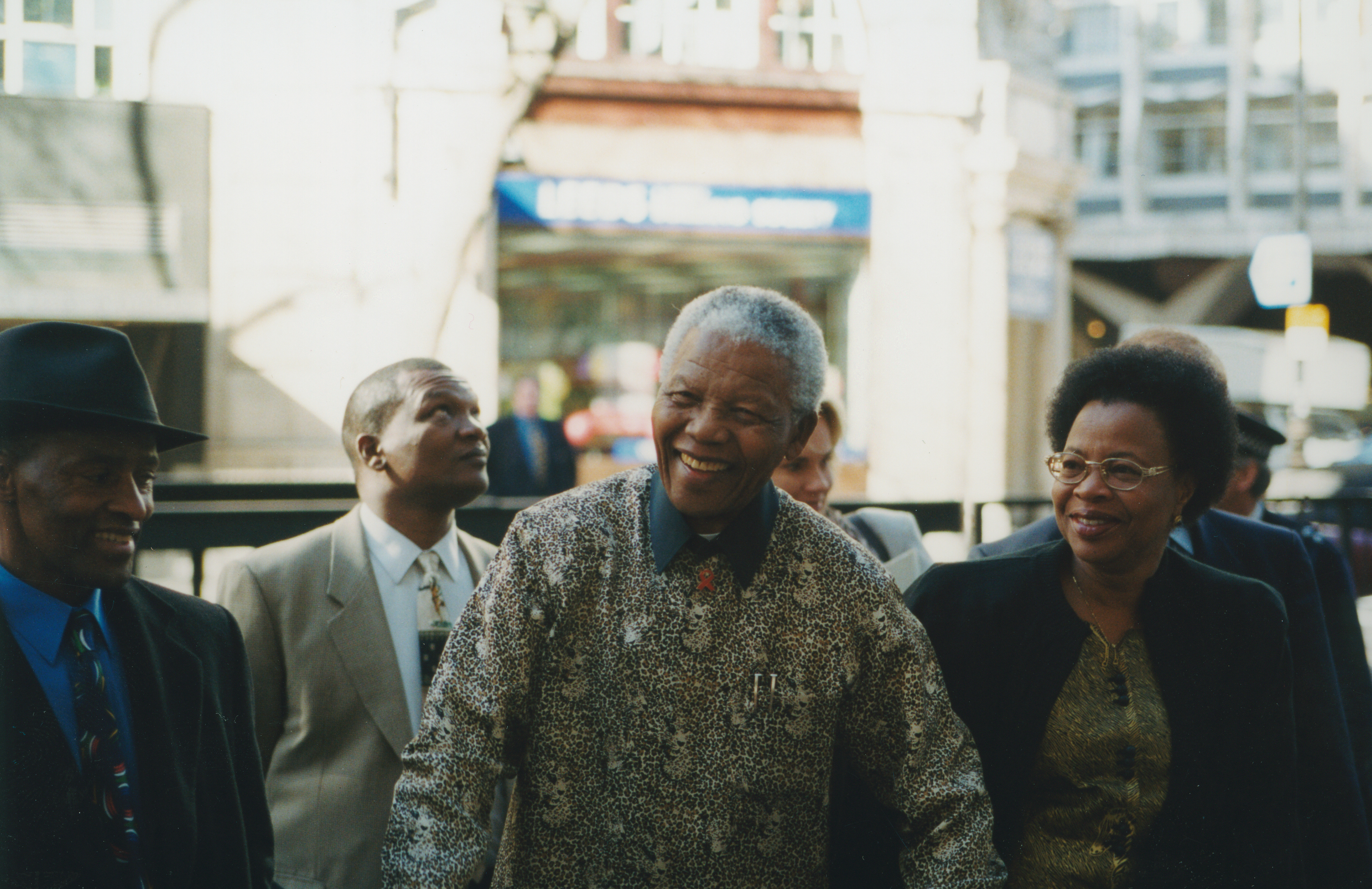
Нельсон Мандела и Граса Машел

Нельсон Мандела в течение жизни был женат три раза:
- Первый брак (1944—1958) — с Эвелин Манделой (1922—2004). Четверо детей; сыновья: Мадиба Тембекиле Мандела (1945—1969; погиб в автокатастрофе; власти не разрешили Нельсону Манделе, находившемуся тогда в тюрьме, посетить похороны сына), Магкахо Леваника Мандела (1950—2005)[135]; дочери: Маказива Мандела (ум. в 1948 году в возрасте 9 месяцев); Пумла Маказива Мандела (род. 1954);
- Второй брак (1958—1996) — с Винни Манделой  (1936—2018). Две дочери: Зенани Дламини (род. 1959); Зиндзи Мандела (1960—2020);
- Третий брак (1998—2013) — с Грасой Машел (род. 1945);

Имел 17 внуков и 14 правнуков. Правнучка Манделы Зенани (1997—2010) погибла в автокатастрофе после концерта, посвящённого открытию чемпионата мира по футболу в ЮАР.

## Награды

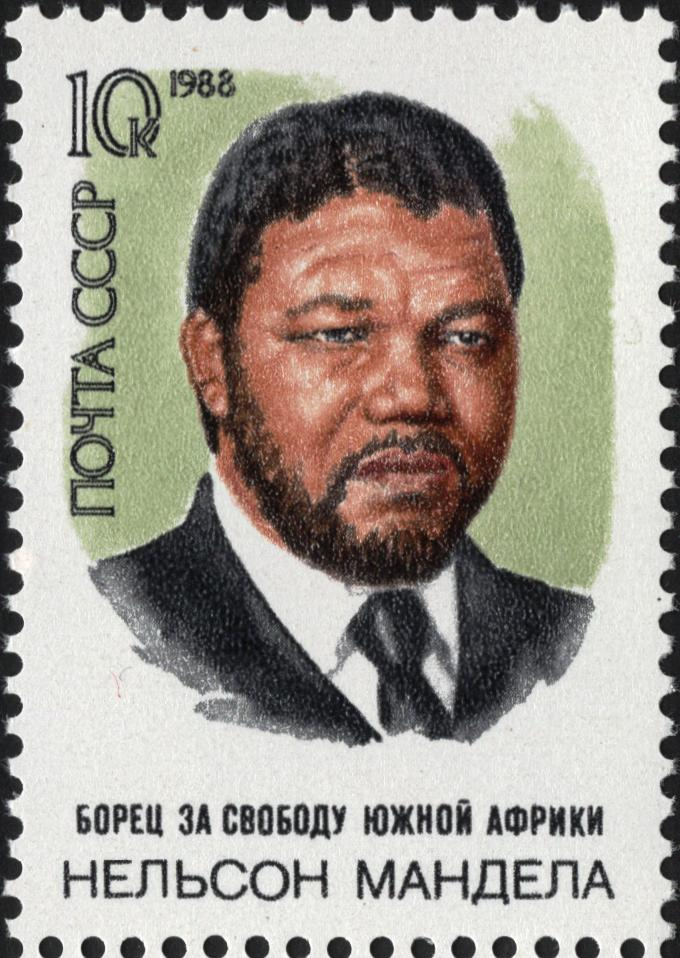
Почтовая марка СССР, 1988 год

Нельсон Мандела удостоен множества государственных наград и международных премий:
- Орден Плайя Хирон (Куба, 1984);
- Большая золотая Звезда Дружбы народов (ГДР, 27 августа 1984 года);
- Премия имени Сахарова (1988);
- Орден Дружбы (ЧССР, 22 июня 1988 года)[137];
- Великий командор ордена Республики (Нигерия, 1990);
- Орден Ухуру Факела горы Килиманджаро (Танзания, 1990);
- Орден Агостиньо Нето (Ангола, 1990);
- Международная Ленинская премия мира (СССР, 1990), медаль и диплом лауреата были вручены 28 октября 2002 года послом России в ЮАР Андреем Кушаковым[138];
- Международная премия Каддафи по правам человека (ВСНЛАД, 1990)[139];
- Большой крест ордена Звезды Эфиопии (Эфиопия, 8 июня 1990 года);
- Орден Бхарат Ратна (Индия, 16 октября 1990 года);
- Большой крест ордена Свободы (Португалия, 22 апреля 1991 года)[140];
- Орден «Хосе Марти» (Куба, 26 июля 1991 года);
- Орден Нишан-е-Пакистан (Пакистан, 3 октября 1992 года)[141];
- Медаль Изитваландве (1992);
- Лауреат Нобелевской премии мира (1993);
- Филадельфийская медаль Свободы (США, 1993);
- Большая лента специального класса орден Бриллиантовой звезды (Китайская Республика, 1993);
- Большая лента ордена Республики (Тунис, 1994);
- Кавалер Большого креста ордена Почётного легиона (Франция, 1994);
- Орден Заслуг (Великобритания, 21 марта 1995 года);
- Великий командор ордена Лесото (Лесото, 12 июля 1995 года)[142];
- Орден Дружбы (Россия, 24 августа 1995 года) — «за большой вклад в развитие дружбы и сотрудничества между Россией и Южной Африкой и особые заслуги в укреплении мира и демократии»[143];
- Цепь ордена Освободителя Сан-Мартина (Аргентина, 1995)[144];
- Большая цепь ордена Инфанта дона Энрике (Португалия, 20 ноября 1995 года)[140];
- Кавалер ордена Слона (Дания, 18 февраля 1996 года);
- Кавалер Большого креста Национального ордена Мали (Мали, 29 февраля 1996 года);
- Цепь ордена Южного Креста (Бразилия, 1996)[145];
- Цепь ордена Нила (Египет, 1997);
- Золотая медаль Конгресса США (США, 1997);
- Орден Серафимов (Швеция, 3 марта 1997 года);
- Большой крест со звездой на цепи ордена Белой розы Финляндии (Финляндия, 1997);
- Большая цепь ордена Нила (Египет, 21 октября 1997 года);
- Компаньон ордена Канады (Канада, 3 сентября 1998 года)[146];
- Кавалер Большого креста ордена Святого Олафа (Норвегия, 1998);
- Орден князя Ярослава Мудрого I степени (Украина, 3 июля 1998 года) — «за выдающиеся заслуги в деле борьбы против апартеида, личное мужество, весомый вклад в развитие демократии и мирных преобразований на Юге Африки, развитие двустороннего сотрудничества между Украиной и Южно-Африканской Республикой»[147]";
- Кавалер цепи ордена Изабеллы Католической (Испания, 12 февраля 1999 года);
- Кавалер Большого креста ордена Золотого Льва Нассау (Нидерланды, 10 марта 1999 года);
- Почётный Компаньон ордена Австралии (Австралия, 9 июня 1999 года);
- Кавалер Большого креста ордена Заслуг (Венгрия, 1999);
- Почётный гражданин Канады (Канада, 2000);
- Орден Исламской Республики (Иран, 31 января 2001 года)[148];
- Президентская медаль свободы (США, 9 мая 2002 года);
- Орден Мапунгубве в платине 1 степени (ЮАР, 2002)[149];
- Бальи-кавалер Большого креста ордена Святого Иоанна Иерусалимского (Великобритания, 2004);
- Орден Улыбки (Польша, 26 октября 2007 года);
- Почётный гражданин Белграда (Сербия, 2007 год)[150];
- Орден «Стара Планина» 1-й степени (Болгария, 2008);
- Большой крест ордена Ацтекского орла (Мексика, 2010)[151];
- Медаль Бриллиантового юбилея королевы Елизаветы II (Канада, 2012)[152];
- Международная премия Манхэ (Республика Корея, 2012)[153];
- Кавалер Большого креста Национального ордена Республики (Бурунди, 2012);
- Орден Ямайки (Ямайка);
- Компаньон ордена Звезды Ганы (Гана);
- Орден Аугусто Сесара Сандино 1 класса (Никарагуа);
- Медаль Золотого юбилея королевы Елизаветы II.

### Награды имени Нельсона Манделы
- В 2004 году звание «Поэт-лауреат Нельсона Манделы» было присвоено Золани Мкива[154], который инициировал в январе 2014 года международный проект «Поэтическая дань Нельсону Манделе» (англ. Poetry Tribute to Nelson Mandela)[155].
- 6 июня 2014 года в ООН на 68-й сессии Генеральной Ассамблеи делегаты учредили Премию ООН имени Нельсона Манделы[156][157].

## В культуре
- Эффект Манделы.

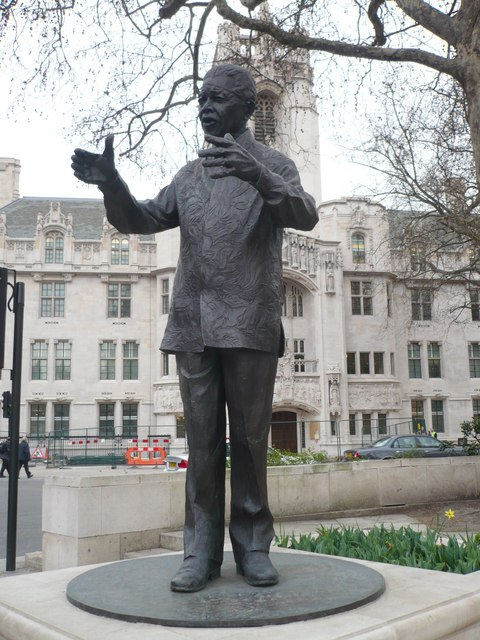
Памятник Нельсону Манделе в Лондоне

- В честь Манделы названы городской округ Бухта Нельсона Манделы (в котором также расположен стадион Нельсон Мандела Бей) и Национальный стадион Уганды.
- Имя Манделы носит площадь в Москве, улица в Кейптауне[158] и в Мапуту, столице Мозамбика.
- В 1988 году была выпущена почтовая марка СССР, посвящённая Манделе.
- В честь Манделы английская группа The Specials A.K.A. записала песню «Free Nelson Mandela[англ.]».
- В 1992 году Нельсон Мандела исполнил роль камео в художественном биографическом кинофильме Спайка Ли «Малкольм Икс» об афроамериканском борце за права темнокожего населения Малкольме Иксе, где выступил с речью перед темнокожими школьниками в самой финальной сцене фильма[159].
- В 2004 году в Йоханнесбурге одна из площадей города была переименована в честь Нельсона Манделы, на ней установлен 6-метровый памятник Манделе[160][161].
- В 2007 году был снят кинофильм «Прощай, Бафана» (реж. Билле Аугуст). В основу ленты положена автобиографическая книга Джеймса Грегори, белого тюремного надзирателя, в течение 20 лет охранявшего Нельсона Манделу.
- В 2007 году в центре Лондона установлен памятник Нельсону Манделе[162].
- В 2009 году снят кинофильм «Непокорённый» — биографическая драма, основанная на жизни Нельсона Манделы[163]. Роль Манделы исполнил Морган Фримен.
- В 2012 году Резервным банком ЮАР была введена в оборот новая серия банкнот 10, 20, 50, 100 и 200 рэндов, на которых изображён портрет Нельсона Манделы[164].
- В 2012 году компанией Google создан цифровой архив, посвящённый Нельсону Манделе[165].
- В 2012 году у города Ховик, недалеко от Дурбана, был установлен памятник Нельсону Манделе[166].
- В 2013 году снят кинофильм «Долгий путь к свободе» («Mandela: Long Walk to Freedom») — хроника жизни Нельсона Манделы, начиная с его детства в деревне, и вплоть до его вступления в должность первого демократически избранного президента Южной Африки[167]. Премьера картины состоялась в день смерти Манделы, 5 декабря, а новость о его кончине была объявлена посетившим мероприятие прямо со сцены после завершения показа. Роль Нельсона Манделы исполнил Идрис Эльба.
- В 2013 году в Кейптауне был установлен памятник Нельсону Манделе[168].
- 9 февраля 2014 года к 24-й годовщине освобождения Манделы из тюрьмы Почтовая служба ЮАР выпустила почтовые марки с его изображением. Было изготовлено 5 миллионов марок, продающихся в специальной папке с информацией о Манделе, стоимостью в 4,5 доллара США[169].
- 28 апреля 2014 года перед лестницей здания парламента в Кейптауне президент Джейкоб Зума в присутствии Фредерика де Клерка открыл бронзовый бюст Манделы на гранитном постаменте высотой 2,28 метра[170].
- 26 апреля 2016 года в административном центре Палестинской автономии городе Рамалла был открыт памятник Нельсону Манделе на площади, названной его именем[171].
- В феврале 2017 года американский телеканал BET выпустил трёхсерийный фильм-биографию Нельсона Манделы «Мадиба». Главную роль в нём исполнил Лоренс Фишберн[172].
- В декабре 2023 года на Мичуринском проспекте в Москве был установлен памятник Нельсону Манделе на одноимённой площади[173]. Официально памятник открыли 9 сентября 2024 года[174].

### Произведения
Книги и речи Нельсона Манделы:
- «Я готов к смерти» (речь, произнесённая на заседании суда 20 апреля 1964 года),
- «Долгая дорога к свободе» (автобиография),
- «The Struggle Is My Life»,
- «Nelson Mandela Speaks: Forging a Democratic, Nonracial South Africa»,
- «Разговоры с самим собой» (сборник архивных данных, записей, писем из заключения).

Книги о Нельсоне Манделе:
- «Мандела: Официальная биография», авт. — Энтони Сэмпсон.